# Mantelwellenfilter

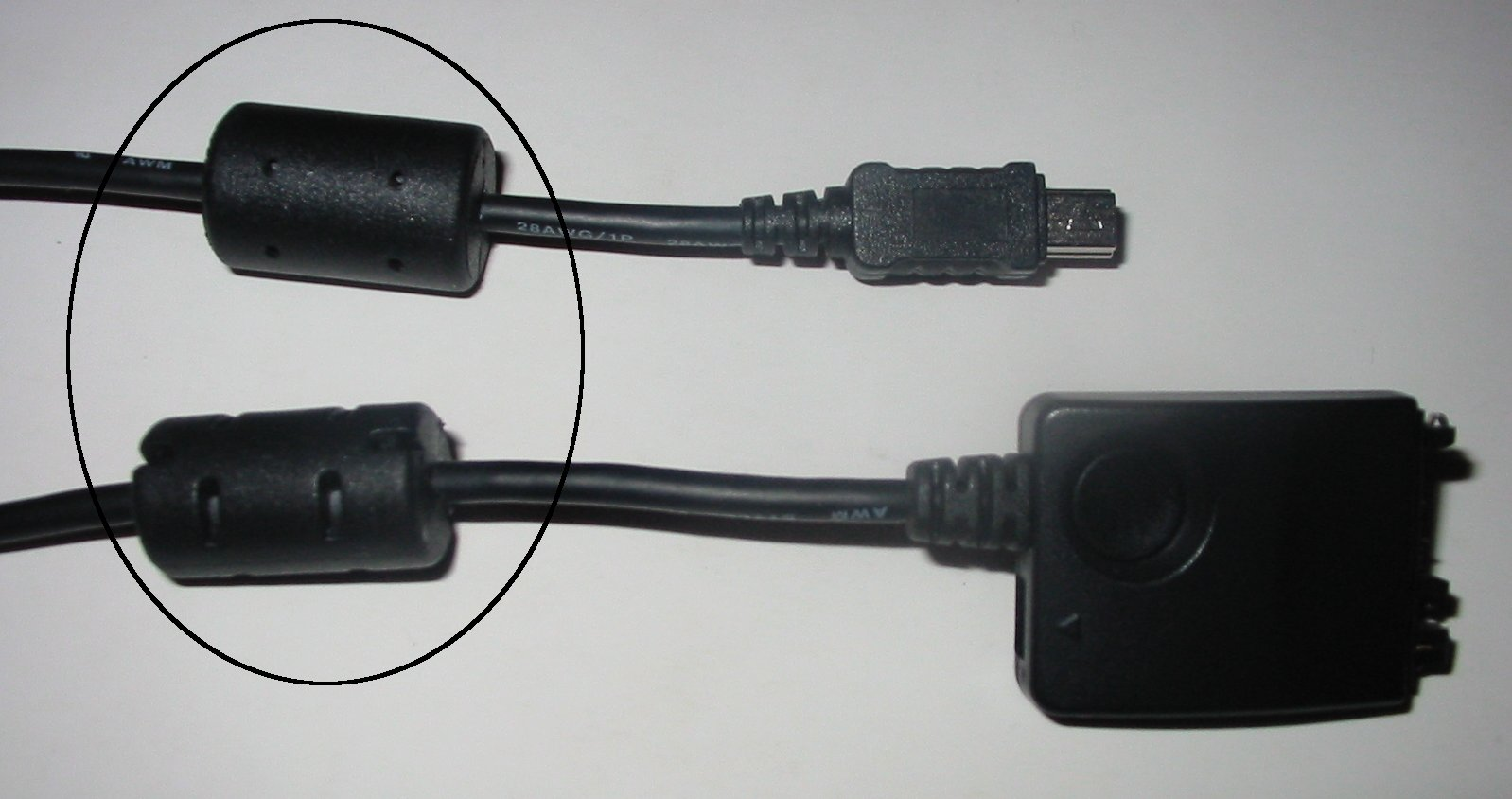
Ferritkerne als Mantelwellenfilter zur Störungsunterdrückung

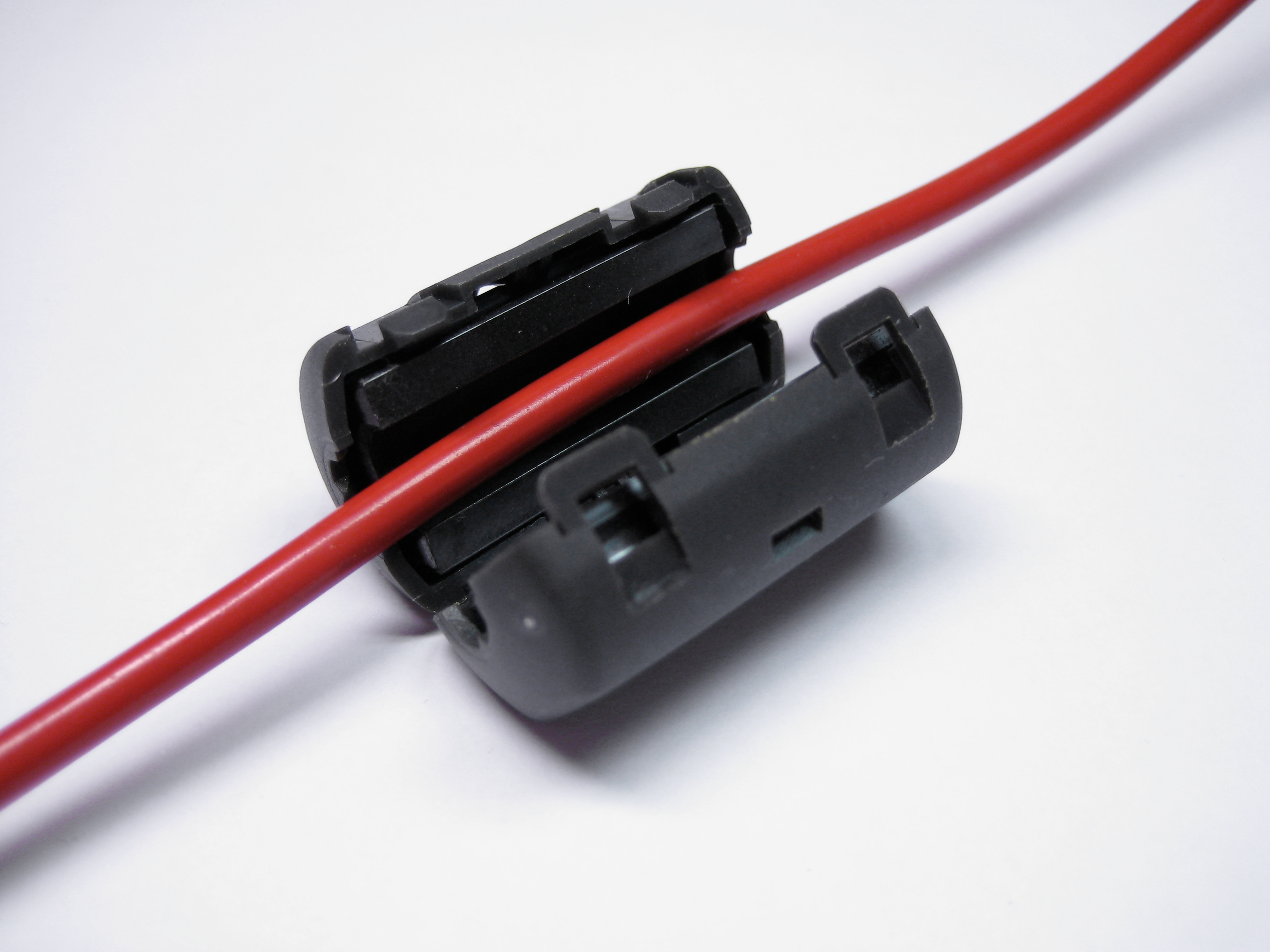
Geteilter Ferritkern (Klappferrit), der nachträglich an ein Kabel angebracht werden kann

Mantelwellenfilter (auch Mantelwellensperren) dienen zur Unterdrückung von unerwünschten Hochfrequenzsignalen auf Kabeln, insbesondere auf dem Außenleiter von Koaxialkabeln.
Mantelwellenfilter werden häufig mit Mantelstromfiltern verwechselt. 

## Hintergrund
Elektronische Geräte, die hochfrequente Störungen verursachen, z. B. Computer, können unerwünschterweise hochfrequente Energie über angeschlossene Kabel abstrahlen. Dabei wird die Störung als Mantelwelle, also als Gleichtaktstörung, aus dem Gerät geführt und vom Kabel abgestrahlt – das gesamte Kabel bzw. seine Abschirmung wirkt dabei als Antenne.

## Wirkung
Um diese Störungen zu dämpfen, werden die Kabel im gesamten Querschnitt (ggf. auch mehrfach) durch einen Ferritkern geführt. Für die Gleichtaktstörung wirkt diese Anordnung durch ihre Induktivität wie eine Drossel mit einer oder mehreren Windungen. Das Nutzsignal, welches als Gegentaktsignal übertragen wird, sieht jedoch keine Induktivität, da sich die Magnetfelder der auf verschiedenen Adern innerhalb des Kabels hin- und rückfließenden Ströme kompensieren. Die Wirkungsweise entspricht derjenigen von stromkompensierten Drosseln, die oft ebenfalls aus Ringkernen aufgebaut sind.

## Aufbau und Anwendung
Mantelwellenfilter werden hergestellt:
- meistens aus Nickel-Zink-Ferriten (NiZn-Ferrit), als Filter gegen Störungen von 10 MHz bis 2 GHz
- seltener aus Mangan-Zink-Ferriten (MnZn-Ferrite); als Filter gegen Störungen von 500 kHz bis 20 MHz.

Zum nachträglichen Anbringen von Entstörkernen um Leitungen gibt es geteilte, rastbare Ring- und Flachbandkabelferrite, welche an elektrischen Leitungen angebracht werden können. Diese Mantelwellenfilter werden auch als Klappferrite bezeichnet.
Mantelwellenfilter gibt es für unterschiedliche Frequenzbereiche und Drahtquerschnitte, sie werden z. B. bei folgenden Kabeln benutzt:
- USB-Kabel (besonders bei USB 2.0)
- IEEE-1394-Kabel (FireWire)
- VGA-Kabel
- HDMI-Kabel
- DVI-Kabel
- Zuleitung und Ausgangsleitungen von Schaltnetzteilen
- Flachbandkabel in Geräten (Flachbandkabelferrite).

Für ein Leitungsbündel zwischen zwei Geräten, von denen nur ein Gerät geerdet ist, wirkt ein Mantelwellenfilter im Allgemeinen nicht. Bei einer solchen Konfiguration breiten sich Mantelwellen als stehende Welle aus. Bei solchen Wellen wirken Ferritkernmantelwellenfilter nur an den Orten, an denen sich in Abhängigkeit von Frequenz und Wellenlänge ein Strombauch einstellt, aber nicht dort, wo sich ein Stromknoten einstellt.